# Verbena hastata
Verbena hastata là một loài thực vật có hoa trong họ Cỏ roi ngựa. Loài này được L. miêu tả khoa học đầu tiên năm 1753.